# 패트리시아 피어시

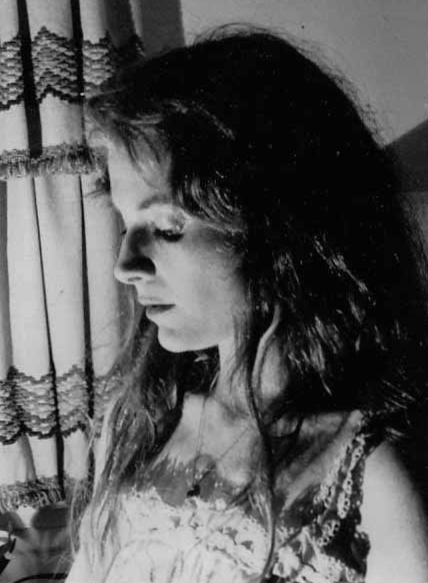
1976년 모습

퍼트리샤 피어시(Patricia Pearcy, 1947년 8월 8일 ~ 2015년 1월 2일)는 미국의 배우이다.
벨군에서 태어났다.

## 출연 작품

### 영화
- 닭싸움꾼 (1974, Cockfighter) - 메리 엘리자베스 역
- 굿바이 걸 (1977)
- Delusion (1981)

### 텔레비전
- 원 라이프 투 리브 (1973-74)